# جيم تايلور (كاتب)
جيم تايلور (بالإنجليزية: Jim Taylor)‏ هو منتج أفلام وكاتب سيناريو أمريكي، ولد في 1963 في سياتل في الولايات المتحدة.

## وصلات خارجية
- جيم تايلور على موقع IMDb (الإنجليزية)
- جيم تايلور على موقع الموسوعة البريطانية (الإنجليزية)
- جيم تايلور على موقع ألو سيني (الفرنسية)
- جيم تايلور على موقع أول موفي (الإنجليزية)
- جيم تايلور على موقع قاعدة بيانات الأفلام السويدية (السويدية)
- جيم تايلور على موقع قاعدة بيانات الفيلم (الإنجليزية)
- جيم تايلور على موقع كينوبويسك (الروسية)